# بم آدبایو
ادریس فمی " بم " آدبایو (متولد ۱۸ زانویه ۱۹۹۷) یک بسکتبالیست حرفه ای آمریکایی است که برای تیم میامی هیت در انجمن ملی بسکتبال (NBA) بازی می‌کند. او قبل از آنکه در چهاردهمین درفت سال ۲۰۱۷ ان بی ای به میامی هیت برود، در سطح دانشگاهی برای تیم کنتاکی ویدکتس بسکتبال بازی می‌کرد.